# Poleta
Il poleta (in greco antico: πωλητής?, poletés, "venditore") nell'antica Atene era il magistrato che si occupava di tutte le aste che avvenivano in città. Veniva nominato per estrazione a sorte e ogni tribù aveva un suo poleta. Si occupava della vendita all'asta dei beni confiscati dalla città, della locazione di terreni pubblici al miglior offerente, di concessioni minerarie, di dazi doganali, tra cui la pentekoste, ovvero la tassa del 2% sulle merci importate o esportate da Atene. 

## Storia
Il poleta aveva l'incarico di mettere all'asta la locazione delle concessioni minerarie del Laurio, anche se era la Boulé che alla fine convalidava la vendita con una votazione. Nel IV secolo a.C.: doveva inoltre incidere su apposite pietre le concessioni minerarie assegnate a coloro che se le erano aggiudicate alla fine di un'asta pubblica. Su queste stele di marmo, poste sull'Agorà di Atene, alla vista di tutti, il poleta iscriveva il nome della miniera, ispirato ad una divinità o a un semplice personaggio, il demo o il luogo di ubicazione, i limiti della concessione, l'eventuale categoria amministrativa, il nome del titolare della concessione e la somma pagata per ottenerla, per esempio: « La miniera anasaximon Eudoteion, al Laurio, con un terminale (horos) in un sito i cui confini sono: a nord la terra pietrosa di Kallias, a est la via da Hypotragôn al Laurio e la Sèmachion [miniera o santuario ?], a ovest lo stabilimento di Aspetos. Concessionario: Kléônymos, figlio di Philocharès d'Aphidnè. 150 dracme. » (P26, l. 217-223).